# Hovč
Hovč (nemško Aich) je naselje v Občini Kotmara vas v Okraju Celovec-dežela na Koroškem v Avstriji.